# Vranová (Vranová Lhota)
Vranová (německy Braune) je osada a katastrální území obce Vranová Lhota v okrese Svitavy. Nachází se asi 13 km jihozápadně od Mohelnice a 17 km jihovýchodně od Moravské Třebové. V roce 2011 zde žilo 191 obyvatel v 78 domech.
Osadou procházejí silnice II/644 a III/37332. Sousedními vesnicemi jsou Hraničky, Veselí a Vranová Lhota. Protéká tudy bezejmenný potok, který se vlévá do nedaleko protékající řeky Třebůvky. Západně od Vranové se nachází zřícenina hradu Vraní Hora.
| Rok            | 1869 | 1880 | 1890 | 1900 | 1910 | 1921 | 1930 | 1950 | 1961 | 1970 | 1980 | 1991 | 2001 | 2011 |
| -------------- | ---- | ---- | ---- | ---- | ---- | ---- | ---- | ---- | ---- | ---- | ---- | ---- | ---- | ---- |
| Počet obyvatel | 362  | 360  | 330  | 311  | 295  | 345  | 271  | 286  | –    | 219  | 190  | 163  | 191  | 191  |
| Počet domů     | 52   | 57   | 59   | 59   | 60   | 60   | 58   | 80   | –    | 56   | 49   | 49   | 75   | 78   |